# الرميثية
الرميثية منطقة سكنية من مناطق محافظة حولي في الكويت، تقع غرب منطقة البدع وشرق منطقة بيان، وتنقسم المنطقة جغرافيًا إلى اثنتي عشرة قطعة، كان عدد سكانها 59.125 نسمة في كانون الأول/ديسمبر 2020. في عام 1960 وُزّعت المنطقة على المواطنين للسكن فيها[بحاجة لمصدر]. اسم الرميثية يأتي نسبة لنبات الرمث الذي كان يُزرع في المنطقة قبل أن تُحوَّل إلى منطقة سكنية، كما يقال بأن سبب تسميتها نسبة إلى رجل من قبيلة العوازم كان يدعى بن رمثان وكانت له مزرعة فيها. تُعتبر منطقة الرميثية ضاحية سكنية من ضواحي مدينة الكويت، لذلك لا يوجد بها العديد من المعالم السياحية كالمُجمَّعات. يوجد في الرميثية أربعة عشر مسجدًا وأكثر من 60 حسينية، بالإضافة إلى مبنيا جمعية الرميثية التعاونية وممشى رياضي مطل على منطقة البدع التجارية وحديقتين و13 مدرسة حكومية.

## التاريخ

### التسمية
اسم الرميثية يعود إلى حشائش الرمث التي كانت تتواجد في المنطقة وكانت تأكل منها الإبل قبل بناء المنطقة السكنية. وقد قيل أيضًا أنها نسبة إلى رجل من قبيلة العوازم يُدعى ابن رمثان وكانت له مزرعة فيها.

### التركيبة السكانية
| السنة   | تعداد السكان |
| ------- | ------------ |
| 1990    | 44,761       |
| 1993    | 34,739       |
| 1995    | 40,652       |
| 1995    | 40,652       |
| 1996    | 43,551       |
| 1998    | 45,234       |
| 1999    | 45,803       |
| 2000    | 45,828       |
| 2001    | 47,893       |
| 2002    | 49,665       |
| 2003    | 50,772       |
| 2004    | 52,537       |
| 2005    | 54,703       |
| 2006    | 55,319       |
| 2007    | 56,575       |
| 2008    | 56,439       |
| 2009    | 54,242       |
| 2010    | 57,633       |
| 2011    | 58,135       |
| 2012    | 58,347       |
| 2013    | 58,957       |
| 6/2014  | 59,164       |
| 6/2016  | 60,211       |
| 12/2020 | 59,125       |

يتواجد في المنطقة أعداد كبيرة من المسلمين الشيعة، مما أدى لظهور العديد من الحُسينيَّات في المنطقة. غالبية سُكان الرميثية من السنة والشيعة العَيَم.

### الإحصائيات
تحتوي الرميثية على 3.229 منزل خاص. وتضم المنطقة عدد سكان يصل إلى 60.211 نسمة منهم 35.179 من الكويتيين 25.032 من غير الكويتيين وهو ما يمثل 7% من إجمالي سكان محافظة حولي.

### التقسيم
كانت الرميثية مُقسَّمة أساسًا لثلاث عشرة قطعة، إلى أن القطعة الثالثة عشر تم ضمَّها لمنطقة السالمية لاحقًا ليصبح مجموع القطع في كلتا المنطقتين اثنتي عشر.

### الغزو العراقي

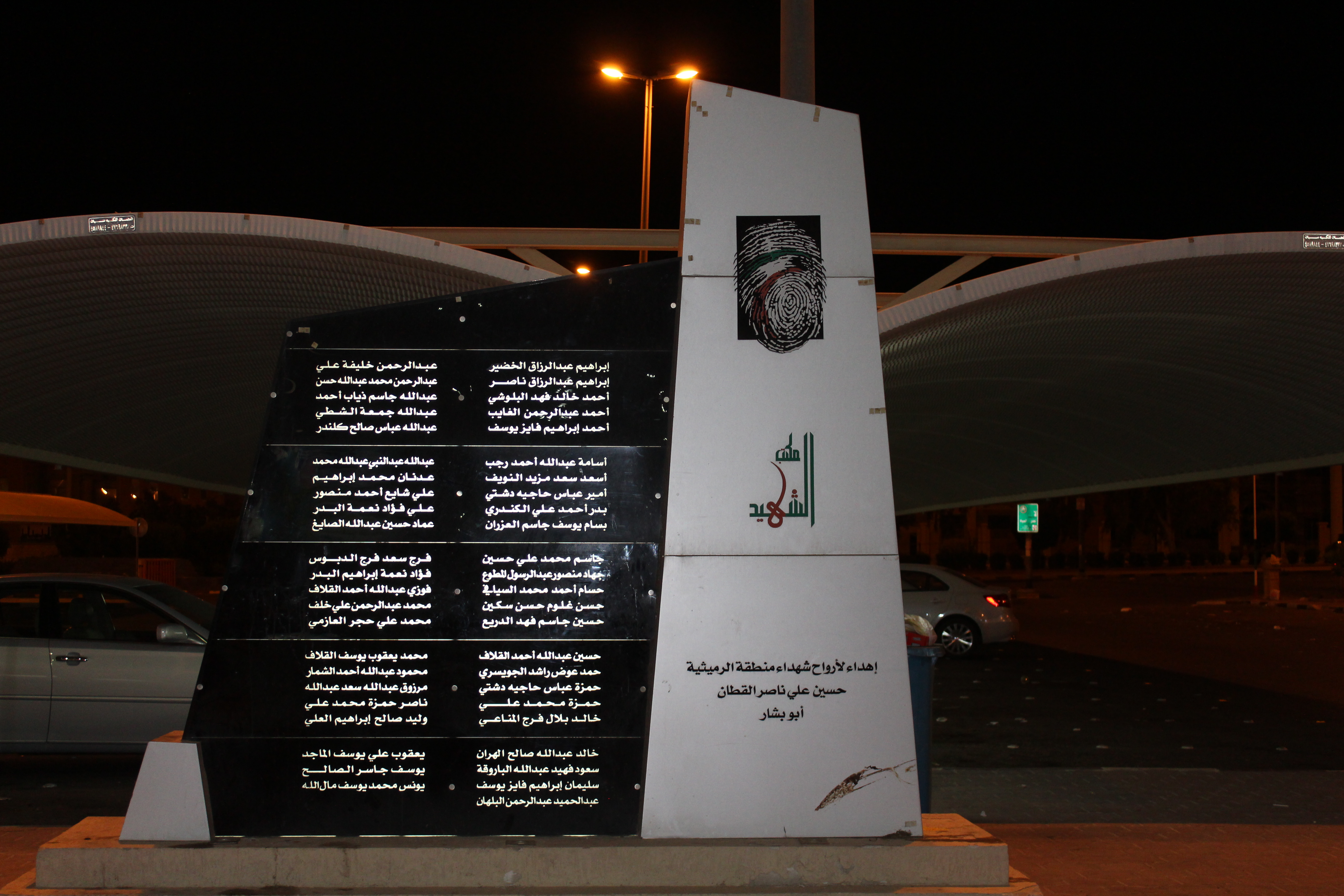
نصب تذكاري مقابل جمعية الرميثية يحمل أسماء شهداء الغزو العراقي على الكويت من الرميثية.

امتدت عمليات حركة المقاومة الكويتية لقوات الإحتلال العراقي لتشمل مختلف مناطق الكويت، وخلال النصف الثاني من أغسطس 1990 توسعت هذه العمليات وأخذت تهدد جنود الاحتلال تهديدًا خطيرًا وأصبحت هذه القوات تنشط لحظة حلول الظلام حيث تنطلق خلايا المقاومة الكويتية إلى أهدافها المحددة سلفًا وهو سبب تخفيض قوات الاحتلال لساعات حظر التجول. وفي الرميثية وكباقي المناطق في الكويت شُكِّلت العديد من فرق المقاومة فيها وقاموا بالكثير من الأعمال البطولية في الرميثية وخارجها.
قامت مجموعة كبيرة من أهالي المنطقة في الأسبوع الأول بالمظاهرة الشعبية والخروج إلى الشارع وحمل أعلام الكويت وصور أمراء الكويت والرفض القاطع على الاحتلال العراقي للكويت والتمسك بالشرعية وعودتها، كاشفين صدورهم لقوات الاحتلال وتم إطلاق النار عليهم ليستشهد منهم اثنين.
بعد سيطرة القوات العراقية على مُختلف مناطق الكويت إجتمع كبار أهالي المنطقة وتم تقسيم المنطقة إلى عدة قطاعات وتوزيع المهام إلى أناس ثقات، فقام أهالي المنطقة بالتطوع والعمل في مختلف المجالات في المنطقة لخدمة أهاليها ومنها:
- التطوع في العمل في التخبيز اليدوي في قطع متفرقة من المنطقة وكبقية مناطق الكويت.
- العمل على تشغيل المخبز الآلي الكبير التابع لمطاحن الدقيق وتوزيع الخبز على المواطنين.
- إدارة الجمعية التعاونية والعمل على توفير جميع حاجات المواطنين الأساسية. فقد قام مجموعة من المواطنين أيضا بعد هجرة العمالة الوافدة بالعمل في المخازن والكاشير.
- العمل في مهنة الميكانيكا وتصليح السيارات والبنشر في قطعة 8 ومنهم عبد الكريم تقي، المحامي حسين الغريب، عباس حيدر، سامي الخياط.

#### القتلى
تعتبر الرميثية من المناطق التي قدمت أكبر عدد من القتلى المدنيين في الغزو العراقي، سواءً المواطنين العزَّل أو أولئك الذين ينتمون لمجاميع المُقاومة، حيث بلغ عددهم 48 قتيلًا. كما كانت الرميثية المنطقة الأكثر هجومًا على مواقع للقوات العراقية وذلك باستهداف المخافر والمدارس التي كانت تتخذها قوات الاحتلال مقارًا لها منذ بداية الغزو حتى بدء الهجوم الجوي لقوات التحالف في عملية عاصفة الصحراء[ ؟ ]، وقد تم اعتقال العديد من الشباب وإعدام اثنا عشر منهم.

#### مجاميع المقاومة
انشغلت العديد من المجاميع الصغيرة والفردية في وضع كمائن للغزاة وكانت من المجاميع الفاعلة «مجموعة السيافي» الذي كان يقودها أحمد محمد السيافي «أبو حُسام». كما كان من ضمن مجموعته خليل بهاويد «أبو إبراهيم» ومحمد عقيل سيد مسلم «أبو مسلم». نظمت المجموعة عدة عمليات في المنطقة وخارجها. تم القبض على حسام السيافي وجمال العطار في ثانوية 25 فبراير للبنات بالرميثية وذلك بعد دخولهم المختبر وأخذ مادة برمنجات الصوديوم لحاجتهم إليها في استخدامها للتلغيم ضد القوات العراقية. كما تم اعتقال أصغر معتقلة في الغزو العراقي وكان عمرها لا يتجاوز الشهرين وهي حفيدة أحمد السيافي وإسمها زهراء بنت أحمد القديحي أحد أفراد مجموعة السيافي عندما تم القبض على أغلب أفراد المجموعة وذلك بعد اكتشاف مقر المجموعة في قطعة 11 بالرميثية مقابل المسجد وخلف فرع الجمعية، وقد كان بيت المقاوم أحمد السيافي مقرًا للمجموعة فقد تم تركيب شبكة لاسلكية والتي كانت ترتبط مباشرة مع الأسطول البحري لقوات التحالف لإخبارهم بآخر التطورات في المنطقة. إلا أن تم مداهمة واقتحام مقر المجموعة في بداية شهر يناير قبل الهجوم الجوي.
إلى جانب مجموعات فردية كانت تجابه العدو وتضع لهم الكمائن ومنهم القتيل محمد حجر العازمي، ولا تزال بعض آثار الرصاص على القرميد الأخضر لمنزل الوسمي في قطعة 3 المقابل لثانوية أمامة بنت البشر للبنات واضحة جراء عمليات إطلاق النار التي كانت تشب بين المقاومة والغزاة.

#### إنجازات
- نجحت عناصر المقاومة في تدمير سيارة دورية عراقية على الدائري الخامس وداهم رجال المقاومة الدورية العراقية بقنابل المولوتوف[ ؟ ] فأصابوا أفرادها بجراحٍ خطيرة، وتمكَّن أفراد الخلية من العودة إلى مقرهم دون خسائر.
- تمكنت إحدى خلايا المقاومة في الرميثية من إحراق سيارة مدنية كانت قد أحضرت بعض العراقيين من بغداد في اطار محاولة المحتلين لتغيير البنية السكنية بالكويت.

#### أهم الأحداث
- تعرض 37 من الذكور في منطقة الرميثية لحوادث إعدامات غير قانونية (تشمل الوفيات الناجمة عن الإعدامات وعدد الجثث التي تم التعرف عليها).[12]
- شهدت الرميثية أكبر عددا للمظاهرات السلمية في الكويت ضد القوات العراقية التي راح ضحيتها العديد من الشهداء والجرحى.
- عدد الأسرى المرتهنين والذين لم يتم إطلاق سراحهم في منطقة الرميثية 25 شخصا من الذكور.
- تم تدمير وحرق 14 مدرسة في الرميثية. وحرق 18 منزلا ومرفق عام واحد و22 مؤسسة خاصة.
- بدأت عمليات التفتيش في المنطقة بشكل عشوائي ابتداءا من شهر أكتوبر مصحوبا بقطع الاتصالات الهاتفية أثناء بعض عمليات التفتيش).
- تم عمل نقاط تفتيش في الرميثية أثناء الاحتلال العراقي 28 مرة وكانت 9 مرات تفتيش من النوع الأول و 9 نقاط تفتيش من النوع الثاني. وكذلك 3 مرات نقاط تفتيش مفتوحة و7 نقاط تفتيش مغلقة من النوع الثالث.
- قامت القوات العراقية بتغيير اسم شارع ناصر المبارك في الرميثية إلى شارع التأميم.
- تم وضع صورة جدارية لصدام حسين في دوار البدع.
- قامت القوات العراقية بالاعتداء والسكن في 6 منازل في الرميثية والسكن في 14 مدرسة ومرفق واحد ومستوصف.
- شهدت المظاهرات في شارع ناصر المبارك أثناء الاحتلال العراقي أكثر من مرة وأسفرت عن جرحى وقتلى.
- إتخذت القوات العراقية مدرستين في الرميثية (ثانوية) مركزا لتعذيب المواطنين وتم سرقة جميع محتويات المدرسة ووضع الثكنات العسكرية.
- قامت القوات العراقية بسلسلة اعدامات في الرميثية في قطعه 3 و9.
- سكنت العديد من المنازل من قبل قطاعات مختلفة في الجيش العراقي بعد سرقتها ووضع المدافع المضادة للطائرات على أسطحها.
- وضعت الخنادق والألغام والمدافع والدبابات على الساحل المحاذي للمنطقة.
- أنشئ أثناء الغزو العراقي سوقا شعبيا في المنطقة.

## معالم الرميثية

### المساجد
يوجد في منطقة الرميثية 14 مسجدًا موزعين على الاثنتي عشرة قطعة في المنطقة

مسجد حمزة عباس مقامس

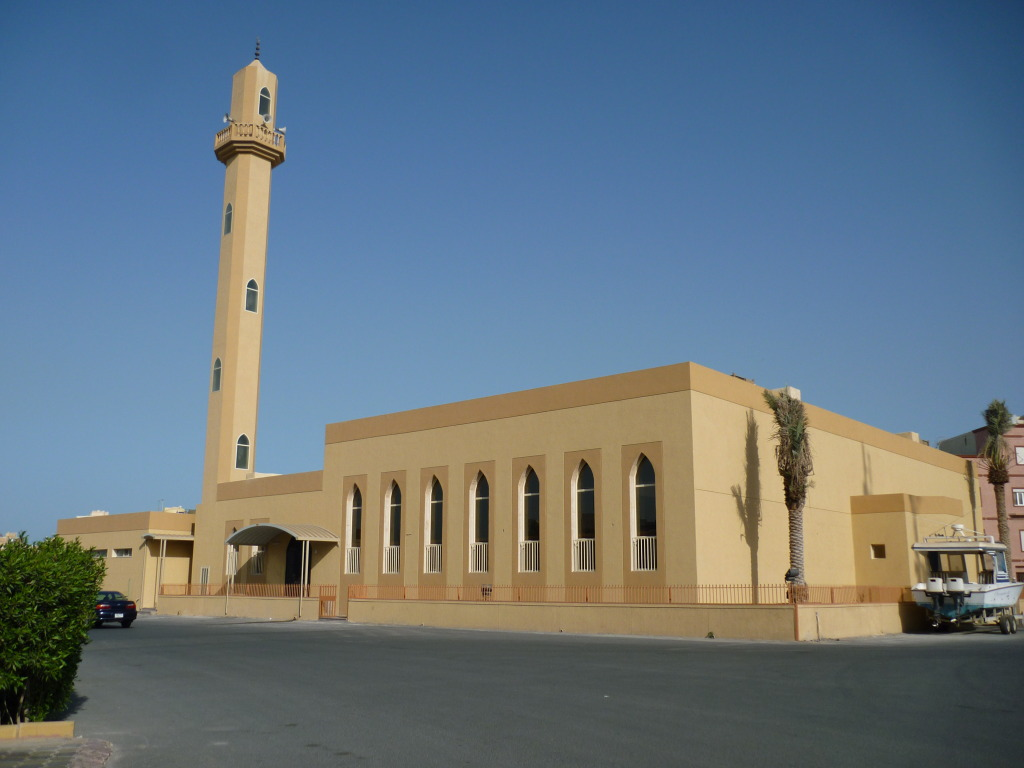
مسجد عقبة بن نافع

| - مسجد أسعد بن زرارة الانصاري (قطعة 1) - مسجد أبو سعيد الخدري (قطعة 2) - مسجد أبو دجانة الانصاري (قطعة 3) - مسجد عبد الله بن عمرو بن العاص (قطعة 4) - مسجد الامام مسلم (قطعة 5) - مسجد قتيبة بن مسلم (قطعة 6) - مسجد ابن سالم البصري (قطعة 7) |  | - مسجد حسن البنا (قطعة 7) - مسجد عقبة بن نافع (قطعة 8) - مسجد سلمان الفارسي (قطعة 9) - مسجد عمرو بن الجموح (قطعة 10) - مسجد صهيب الرومي (قطعة 11) - مسجد النعمان بن المقرن (قطعة 12) - مسجد حمزة عباس مقامس (قطعة 10) |

### الحسينيات

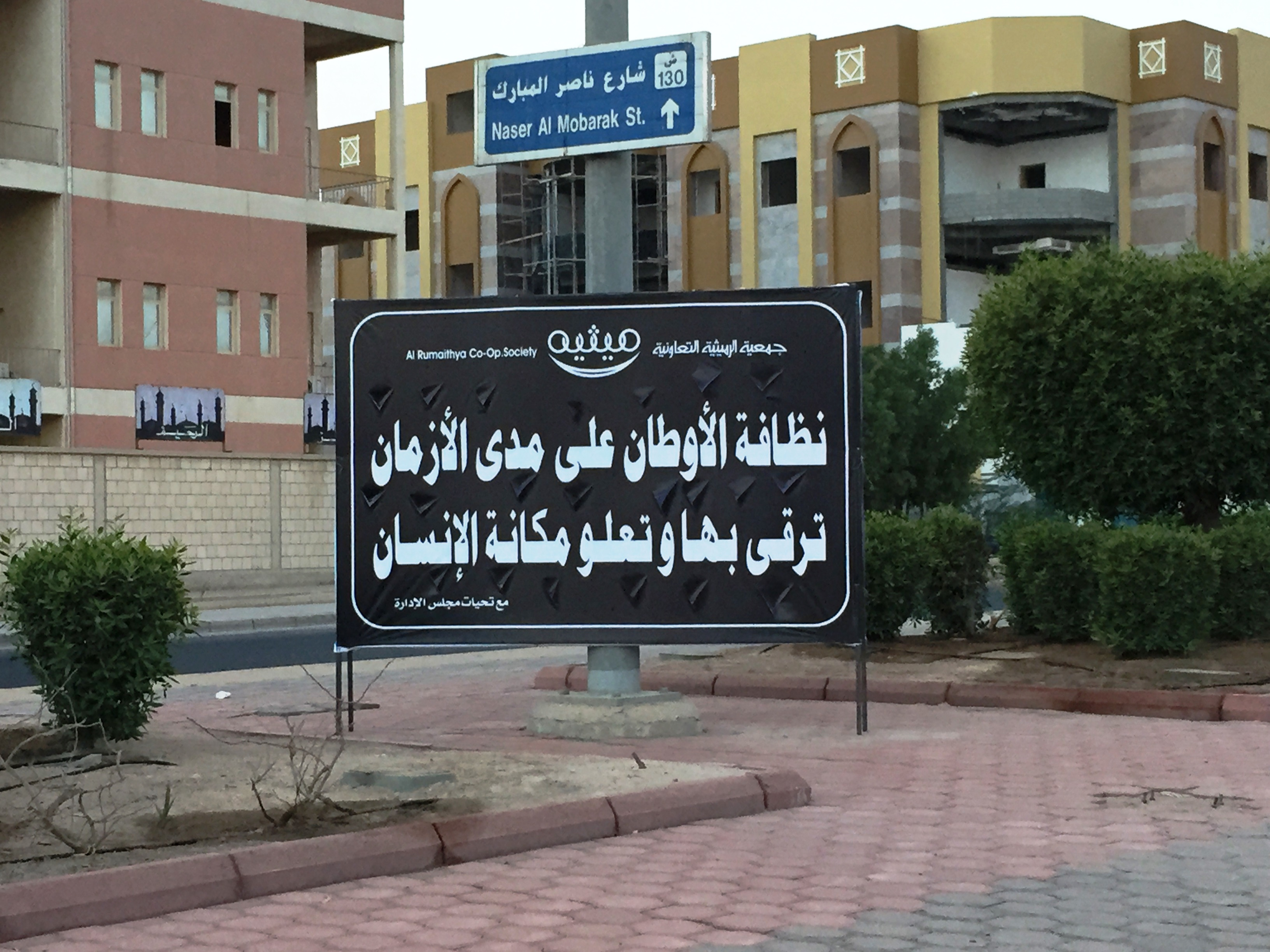
لافتات وضعتها جمعية الرميثية في محرم للحرص على نظافة المنطقة

يتواجد في الرميثية عدد كبير من الحسينيات يتجاوز عددها السبعين حسينة مما يعكس تركيبة المنطقة السكانية، ومن هذه الحسينيات:
| - حسينية عبد الله الرضيع (قطعة 1) - حسينية بن نعمة (قطعة 1) - حسينية السيدة رقيّة (قطعة 2) - حسينية السبطين (قطعة 2) - حسينية الإمام الرضا (قطعة 3) - حسينية أم البنين (قطعة 3) - حسينية الفاطمية (قطعة 4) - حسينية الإمام زين العابدين (قطعة 4) - حسينية المطوع (قطعة 5) - حسينية محسن الزهراء [بوشهري] (قطعة 5) - حسينية أبا الأحرار (قطعة 6) |  | - حسينية الكرار (قطعة 6) - حسينية الكوت (قطعة 7) - حسينية ملا حمزة (قطعة 7) - حسينية آل البيت (قطعة 8) - حسينية الإمام الراحل (قطعة 8) - حسينية سبع القنطرة (قطعة 10) - حسينية العترة الطاهرة (قطعة 10) - حسينية حبيب بن مظاهر (قطعة 11) - حسينية الأنوار (قطعة 11) - حسينية أبو الفضل العباس (قطعة 12) - حسينية عبد الرحيم جراغ (قطعة 12) |

### جمعية الرميثية التعاونية

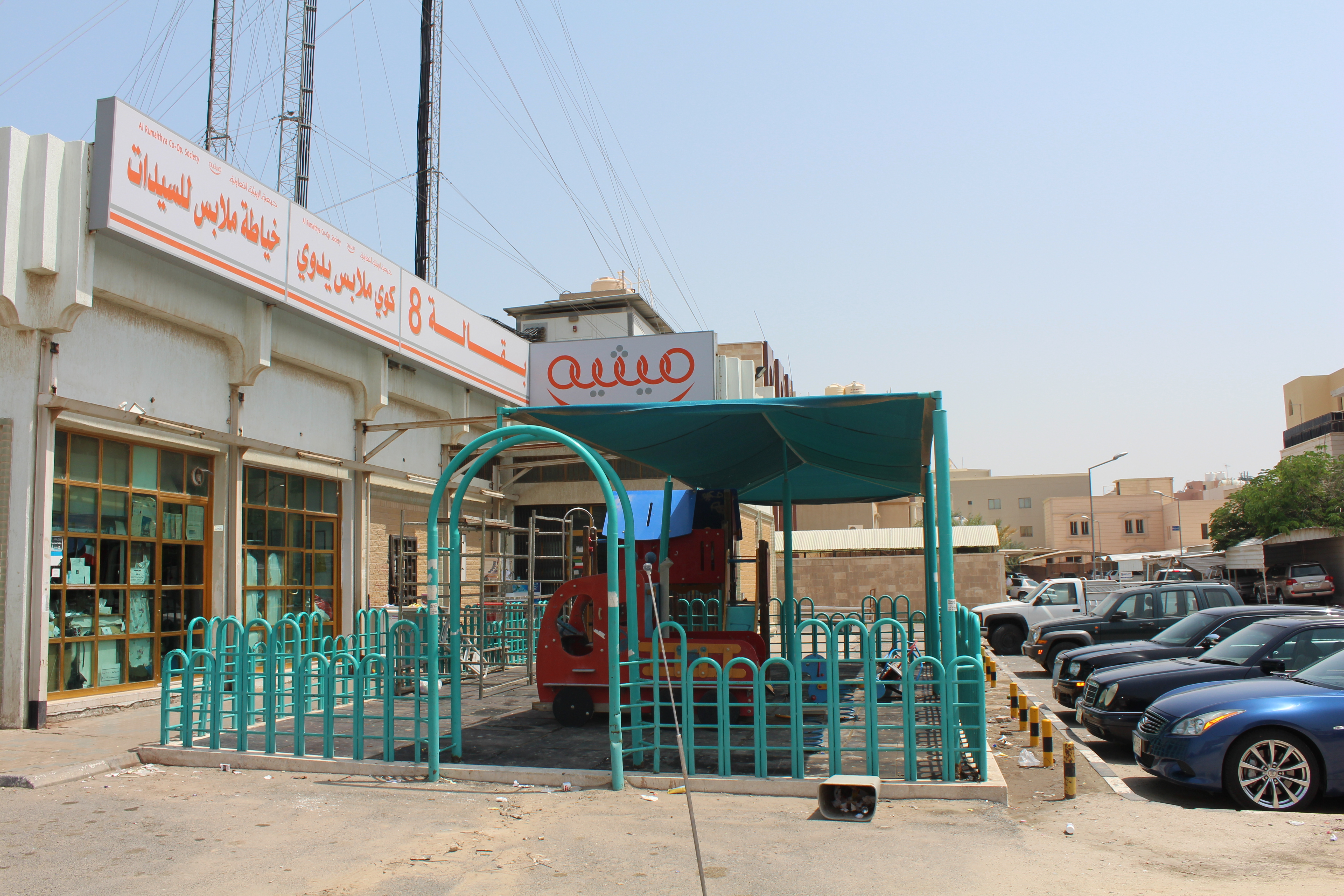
فرع قطعة 8 لجمعية الرميثية

جمعية الرميثية التعاونية هي مؤسسة حُكوميَّة تأسست في تاريخ 19 مايو 1968 وهي مسجلة تحت رقم 12 جمعية تعاونية لدى وزارة الشؤون الاجتماعية والعمل، يبلغ عدد مساهميها أكثر من 15,144 مساهمًا حسب التقرير السنوي لعام 2011.
تملك جمعية الرميثية فرعًا في كل قطعة فرع ماعدا قطعة 7 التي يتواجد بها السوق المركزي.

### ممشى الرميثية
ممشى مخصص للجري ويحتوي على منطقة للجري وألعاب رياضية ويقع بالقرب من منطقة البدع. قامت جريدة النهار بزيارة الممشى وامتداحه وشكر المسؤولين عن تجديده في إصدار 10 مايو 2010. تم تجديد الممشى وافتتاحه مرة أخرى في 2014.

### حدائق الرميثية

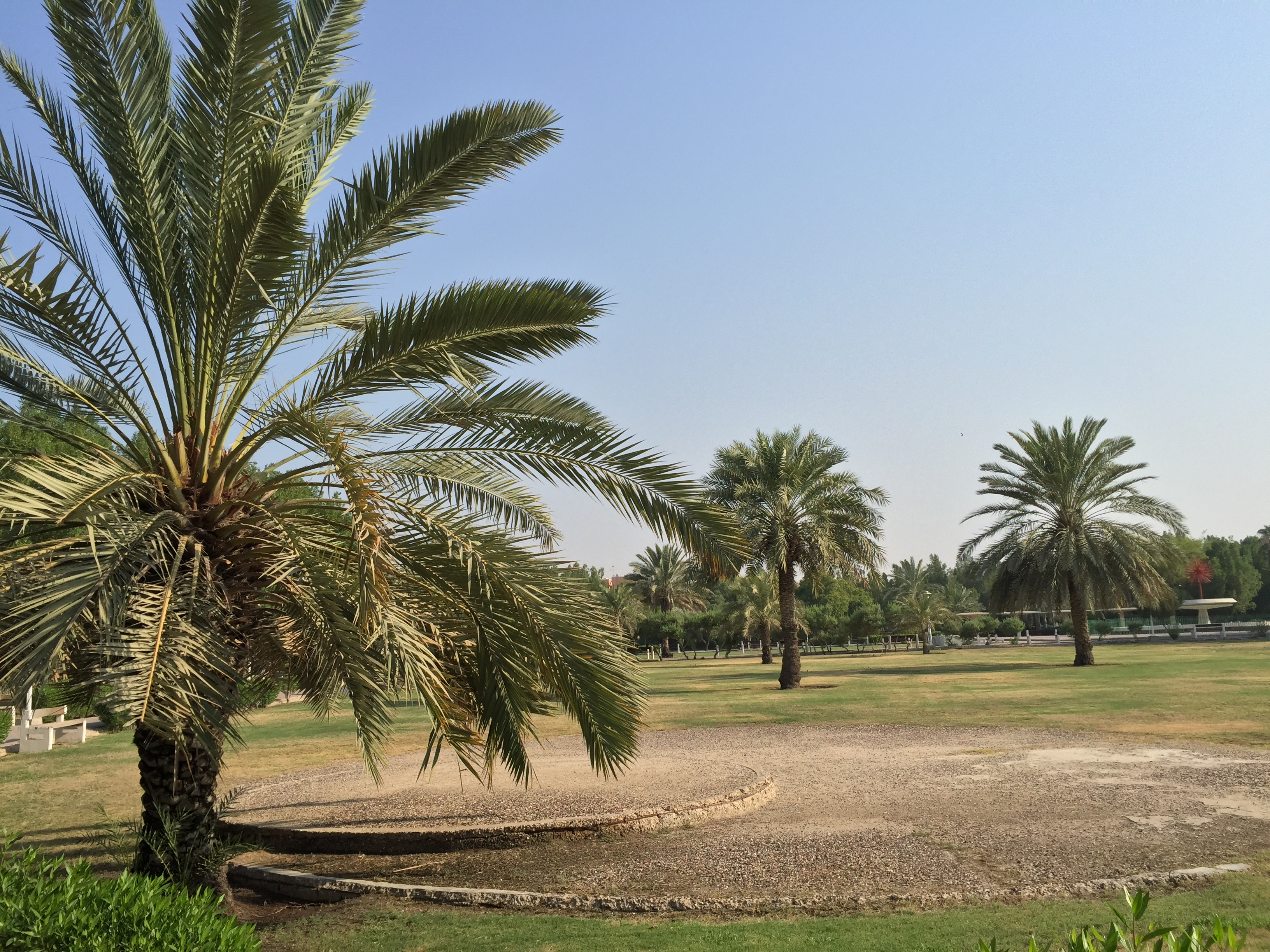
حديقة الرميثية العامة في قطعة 6

تحتوي الرميثية على حديقتين عامتين، يسميان بشكل غير رسمي بالحديقة الكبيرة وتقع في قطعة 6، وحديقة قطعة 8. تحتوي كل حديقة على ملعب متعدد الأغراض. وتتكفل الهيئة العامة للزراعة والثروة السمكية بصيانة الحديقتين.

#### حديقة قطعة 6
وهي أول حديقة أنشأت في الرميثية، يطلق عليها عادة مسمى «الحديقة الكبيرة»، وتقع على شارع ناصر المبارك بين قطعة 6 و7 خلف مبنى الجمعية التعاونية الرئيسي، وهي حديقة نموذجية تضاهي في جمالها ورونقها وإبداعها أفضل الحدائق العامة على الإطلاق في الكويت[بحاجة لمصدر]، حيث ترتدي الثوب الأخضر الرائع على مدار العام، كما تتمتع بخدمات عديدة منها ملاعب الكرة والمراجيح وتتميز بنافورتها الحيوية التي تضفي على المكان سحراً مميزًاقالب:وفقا لمن.

#### حديقة قطعة 8

شباب يمارسون كرة القدم في الساحة

حديقة تقع عند محطة البنزين الوحيدة في الرميثية وليس لها اسم محدد لذلك يطلق عليها حديقة قطعة 8 نسبة للقطعة التي تتواجد بها. تحتوي الحديقة على نخلة صناعية تعمل كبرج اتصالات على شكل نخلة، ومطعم كبابجي للكباب والمشويات اللبنانية، وساحة متعددة الأغراض، وساحتان لألعاب الأطفال.

### المدارس
تضم الرميثية الكثير من المدارس، حيث يتواجد في المنطقة حوالي 13 مبنى مدرسي دون احتساب الروضات (رياض الأطفال) والمدارس الخاصة. عانت مدارس الرميثية الكثير من المشاكل؛ غالبها يعود لقِدَم بنائها، فأقدم مدرسة في الرميثية بنيت في الستينات.

#### أحداث مهمّة في المجال التعليمي
- عام 2008 تم نقل طلاب مدرسة عبد الرزاق البصير إلى مدرسة فلسطين لإصلاح مبنى المدرسة الأولى المتهالك، ولم تتم المباشرة بأعمال الصيانة حتى الآن ممّ أدّى إلى تفاقم مشاكل كثيرة كزيادة عدد الطلاب في الصف الواحد في ثانوية فلسطين ومطالبة أعضاء مجلس الأمة بسرعة حل المشكلة.[16][17][18]
- في بداية عام 2012/2013 تم نقل طالبات مدرسة أم سلمة إلى مبنى إحدى المدارس الخاصة سابقًا، وتم نقل طلاب مدرسة فلسطين إلى مبنى مدرسة أم سلمة وذلك لتهالك مبنى المدرسة الثانية.[19]
- في بداية عام 2014/2015، تم نقل طلاب ثانوية فلسطين إلى مدارس في مناطق مشرف وبيان وسلوى لعدم صلاحية البناء.[20][21][22][23] تقرير المركز الحكومي للفحوصات وضبط الجودة كشف عن تهالك وخراب البناء وتساقط بعض الأجزاء منه، وأن أجزاء منه قد تسقط في أية لحظة.[24] قام بعض أولياء الأمور بالاعتصام بتاريخ 19 أكتوبر 2014 احتجاجًا على إغلاق المدرسة ونقل الطلبة لمدارس خارج المنطقة.[25] في 27 أكتوبر 2014، وجَّه النائب محمد الطريجي سؤالًا برلمانيًا إلى وزير التربية والتعليم الدكتور عبد المحسن المدعج حول تأخر صيانة ثانويتين في الرميثية [عبد الرزاق البصير وفلسطين]، وحول أسباب التأخر في الصيانة والمسؤولين عن ذلك.[26] فيما قال النائب كامل العوضي في تصريح صحافي يوم 2 نوفمبر 2014 «ثلاث ثانويات للبنين في منطقة الرميثية خرجت عن إطار الخدمة، ويطلب من اولياء أمورهم ضرورة نقلهم إلى مناطق اخرى قريبة، مثل بيان والسالمية، وكأن انتقال آلاف من الطلبة دفعة واحدة مسألة بسيطة، ومسؤولية أولياء الأمور ولا علاقة لوزارة التربية بها»، كما دعا وزير التربية الدكتور بدر العيسى إلى «الإسراع بحل مشكلة مدارس الرميثية والمشاكل المشابهة لها قبل تطوير المناهج، لأن المناهج الموجودة ليست خطأ فادحًا يجب علينا الإسراع في تغييره رغم ضرورة تطويره بشكل دائم»[27]

### منشآت أخرى
- صالة قبازرد للأفراح
- بنك الكويت الوطني
- مطاحن الدقيق والمخابز الكويتية: فرع ومصنع لشركة مطاحن الدقيق والمخابز الكويت، أكبر منتج للمشتقات القمحية في الكويت.

## النقل والمواصلات

### الشوارع والطُرق الإسفلتية
شارع المدارس، الذي يُسمَّى رسميًا بـ«شارع ناصر المبارك»، هو الشارع الرئيسي في المنطقة، ويُقسِّمها لنصفين شمالي يتضمن القطع من 6 إلى 12، وجنوبي يتضمن القطع من 1 إلى 5.
يتفرَّع من شارع المدارس 12 شارعًا ينتصفون القطع بالإضافة إلى شارعين يتوسطان الرميثية وسلوى والرميثية والبدع وهذه الشوارع هي:
| - شارع الشافعي (الرميثية وبيان) - شارع جمعان الحريتي (ق1 و2) - شارع طاهر أحمد البغلي، وكان يُسمَّى سابقًا باسم شارع ساطع الحصري، ولكن غُيِّر اسمه بعد الانتقادات العديدة جراء آراء ساطع الحصري المعادية للكويت (ق2 و3) - شارع أحمد بن حنبل (ق3 و4) - شارع مالك بن أنس (ق4 و5) - شارع شاهين الغانم (الرميثية والبدع[ ؟ ]) | - شارع حراء (ق6 و7) - شارع حسن البنا (ق7 و8) - شارع أسامة بن زيد (ق8 و9) - شارع أبو حنيفة[ ؟ ] (ق9 و10) - شارع معاذ بن جبل (ق10 و11) - شارع عبد الله بن الزبير (ق11 و12) |

### النقل العمومي
من المُخطَّط إنشاء ثلاث محطات لمترو الكويت المُقرَّر البدء في بنائه في 2017 وهي
- شارع حسن البنَّا
- شارع المدارس «ناصر المبارك»
- شارع المسجد الأقصى (بين الرميثية وسلوى)

كما تقع محطَّتي السالمية پارك (بوليڤارد) وشارع المُتنَّبي على مسافة قريبة من المنطقة.

## حالة الطقس
| البيانات المناخية لـدولة الكويت | البيانات المناخية لـدولة الكويت | البيانات المناخية لـدولة الكويت | البيانات المناخية لـدولة الكويت | البيانات المناخية لـدولة الكويت | البيانات المناخية لـدولة الكويت | البيانات المناخية لـدولة الكويت | البيانات المناخية لـدولة الكويت | البيانات المناخية لـدولة الكويت | البيانات المناخية لـدولة الكويت | البيانات المناخية لـدولة الكويت | البيانات المناخية لـدولة الكويت | البيانات المناخية لـدولة الكويت | البيانات المناخية لـدولة الكويت |
| الشهر                           | يناير                           | فبراير                          | مارس                            | أبريل                           | مايو                            | يونيو                           | يوليو                           | أغسطس                           | سبتمبر                          | أكتوبر                          | نوفمبر                          | ديسمبر                          | المعدل السنوي                   |
| ------------------------------- | ------------------------------- | ------------------------------- | ------------------------------- | ------------------------------- | ------------------------------- | ------------------------------- | ------------------------------- | ------------------------------- | ------------------------------- | ------------------------------- | ------------------------------- | ------------------------------- | ------------------------------- |
| متوسط درجة الحرارة الكبرى °م    | 18                              | 21                              | 25                              | 32                              | 40                              | 44                              | 46                              | 45                              | 42                              | 36                              | 27                              | 20                              | 33                              |
| متوسط درجة الحرارة الصغرى °م    | 8                               | 9                               | 13                              | 19                              | 25                              | 28                              | 30                              | 29                              | 26                              | 20                              | 15                              | 10                              | 19                              |
| الهطول سم                       | 1.46                            | 0.96                            | 1.55                            | 0.86                            | 0.05                            | 0                               | 0                               | 0                               | 0                               | 0.07                            | 0.86                            | 1.17                            | 6.98                            |
| متوسط درجة الحرارة الكبرى °ف    | 64                              | 70                              | 77                              | 90                              | 104                             | 111                             | 115                             | 113                             | 108                             | 97                              | 81                              | 68                              | 92                              |
| متوسط درجة الحرارة الصغرى °ف    | 46                              | 48                              | 55                              | 66                              | 77                              | 82                              | 86                              | 84                              | 79                              | 68                              | 59                              | 50                              | 67                              |
| الهطول إنش                      | 0.57                            | 0.38                            | 0.61                            | 0.34                            | 0.02                            | 0                               | 0                               | 0                               | 0                               | 0.03                            | 0.34                            | 0.46                            | 2.75                            |
| المصدر:                         |                                 |                                 |                                 |                                 |                                 |                                 |                                 |                                 |                                 |                                 |                                 |                                 |                                 |

## المناسبات

### العيد الوطني وعيد التحرير

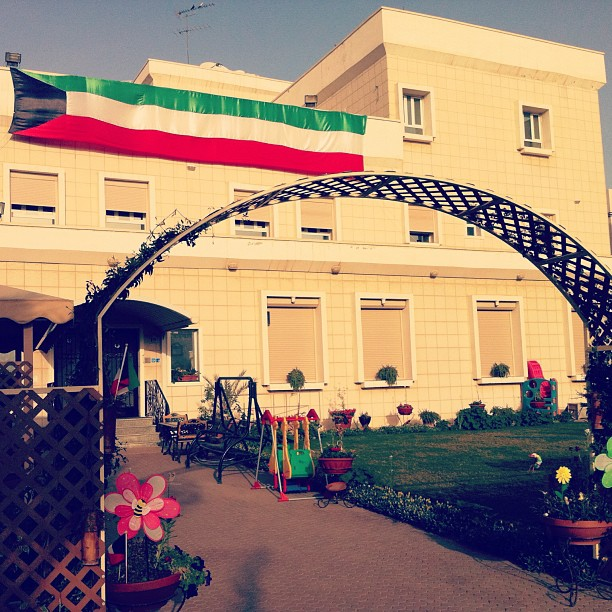
إحدى البيوت في الرميثية تتزين بعلم الكويت للإحتفال بالعيد الوطني

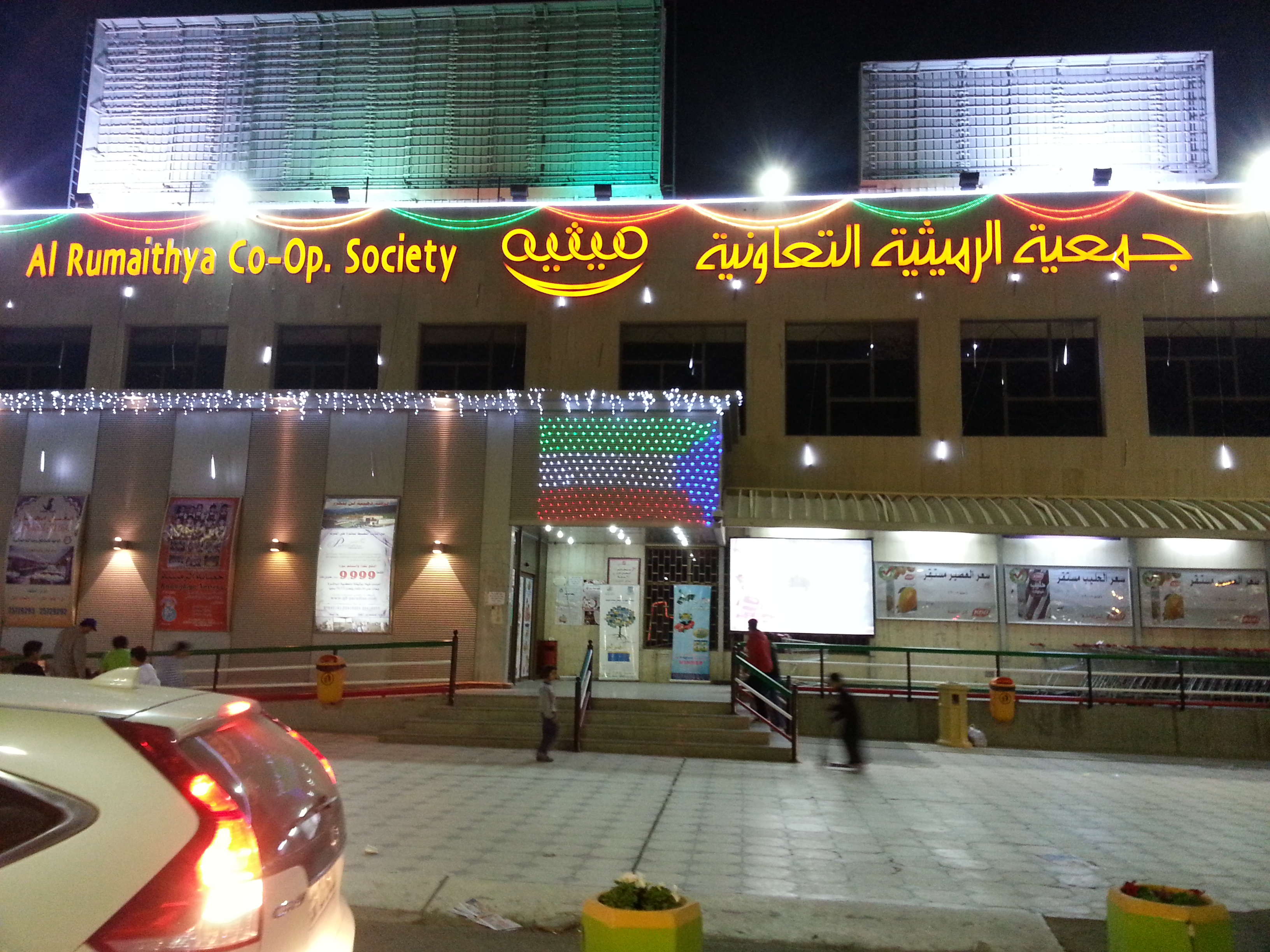
جمعية الرميثية تجهز لاحتفالات العيد الوطني قبل قدومها بـ 14 يومًا

يحتفل سكان الرميثية بالعيد الوطني وعيد التحرير لبلادهم كل سنة في الخامس والعشرين والسادس والعشرين من فبراير برفع الأعلام وتزيين البيوت بصور الأمراء وإضاءات الزينة.

### إحياء محرم[35]
يقوم العديد من المسلمين الشيعة بإحياء محرم في المجالس الحسينيَّة للتذكير بفاجعة كربلاء وما حصل للإمام الحسين وأهل بيته هناك وما صاحب ذلك من مآسٍ كالظلم والجوع والعطش. وتعد الرميثية من أكثر مناطق الكويت إحياءً لهذه المناسبة لكثرة الشيعة فيها. وتشهد الكثير من الحسينيات خلال شهري محرم وصفر توزيع أنواع متعددة من المشروبات الباردة والساخنة كالفيمتو والليمون والحليب والعدس وغيرها بالإضافة إلى أنواع مختلفة من الأطعمة سواء كانت فاكهة أو سندويتشات أو وجبات متنوعة، وإلى جانب ذلك يتم توزيع أيضا أصناف من الحلويات. ويطلق على المكان الذي يتم فيه توزيع هذه الأطعمة والمشروبات «بالمضيف» ويطلق عليه أيضا مسميات أخرى «كالموكب» أو «الكشك».
تنتشر هذه «المضايف» في كل أنحاء الكويت سواء أمام الحسينيات أو في المناطق وشوارعها بأعداد بسيطة ومحدودة في كل شارع، إلا أن منطقة الرميثية تشهد انتشار هذه المضايف على امتداد شارع المدارس الذي يتوسط المنطقة بتنظيم ممتاز يتعاون فيه متطعون مع دوريَّات الشرطة، وتتوقف أعداد كبيرة من السيارات على جانب الطريق للأخذ مما تُقدِّمه هذه المضايف، كما يقوم المتطوعون كذلك بتنظيف الشوارع يوميًا بعد انتهاء التوزيع. يجدر الذكر بأن أحداث تفجير مسجد الإمام الصادق ونتائجه الأمنية بالإضافة إل وباء الكورونا والاحترازات الصحية أدّت إلى تلاشي هذه العادات، على الأقل بشكل مؤقت.
كما تجري العادة المتبعة سنويًا في العديد من الحسينيات والبيوت في مُختلَف مناطق الكويت والرميثية خاصة بإعداد كميات كبيرة من الوجبات في يومي السابع والعاشر من المُحرَّم لذكرى استشهاد أبو الفضل العباس أخ الإمام الحسين من أمِّه أم البنين والإمام الحسين، حيث يقوم العديد ممَّن يُطلق عليهم اسم «خُدَّام الحُسين» من كافة الفئات بتجهيز الأرز[ ؟ ] «العيش» مع اللحم والدجاج وتوزيعه في طبق خاص لكل شخص، يساهم ببعض من تكاليف هذا متبرعون وأناسٌ ممَّن عليهم نذور.

## اعتصامات

### اعتصام محرم 2009
في 24 يناير2009 الموافق 7 محرم 1431 هـ احتجاجًا على اللافتة الموضوعة في مركز يُدعى 'وذكِّر' كُتب عليها «عاشوراء يوم الفرح والسرور»، وعلى الفور توجهت قوة من أمن الدولة إلى مقر المركز وقطعت التيار الكهربائي عن اللافتات التي كانت مضيئة ثم نزعتها، فيما دعت أطراف حكومية وشخصيات بارزة إلى تفويت الفرصة على «ضعاف النفوس» ووضع حد لهذا السجال وفيما بعد طُولب بإزالة المركز بحجة أنه مركز فتنة، وقد حضر الاعتصام حوالي 14 ألف شخص.[محل شك]

### اعتصام محرم 2013

ترخيص الكشك كان قائمًا وقت إزالته

في شهر محرم من كل عام، يقوم السكان ببناء أكشاك (ج. كشك) لتوزيع المأكولات والمشروبات، وفي يوم الحادي عشر من محرم (أي بعد انتهاء عاشوراء يوم ذروة إحياء محرم) قامت بلدية الكويت بتخريب الأكشاك وإزالتها دون سبب واضح أو إنذار، وأدّى انتشار صورة لترخيص أحد الأكشاك (وهو كشك عبد الله الرضيع) وهو لا يزال ساري المفعول دعوات للاعتصام في نفس اليوم، وكان من نتائج الاعتصام تشكيل لجنة من قبل وزير البلدية للتحقيق والواقعة وكذلك استنكار من مجلس الوزراء الكويتي لهذه الأفعال وتقدم بعدها بيومين النائبان عبد الله التميمي وفيصل الدويسان بتقديم استجواب لوزير البلدية رسميًا.

## في الثقافة الشعبية

### الأدب والكتب

الأبعاد المجهولة 2

غزو الكويت: حكاية امرأة إنجليزية

- حدد الكاتب عبد الوهاب السيد في روايته الأبعاد المجهولة 2 الرميثية كالمنطقة التي يسكنها بطل القصة خالد، وتدور أحداث القصة في الرميثية.[46]
- يذكر كتاب غزو الكويت: حكاية امرأة إنجليزية (بالإنجليزية: Invasion Kuwait: An English Woman's Tale) الصادر في عام 1996 لمؤلفته جيهان س. رجب صمود منطقة الرميثية واستمرار أهلها بوضع الأعلام وأحداث أخرى حصلت في المنطقة أثناء حرب الخليج الثانية[47]

### الأفلام
تم تصوير فلمين قصيرين بسيطين في الرميثية وهما:
- لحق بسرعة على يوتيوب
- سحابك مبطل على يوتيوب

## شخصيات بارزة
| - عضو مجالس الأمة السابقة السيد حسين القلاف - المحامي وعضو مجلس الأمة المُبطل 2013 وعضو مجلس أمة 2016 خالد الشطي - الوزير السابق وعضو مجلس الأمة السابق صلاح خورشيد - عضو مجلس الأمة السابق ناصر صرخوه - عضو مجلس الأمة السابق جمال الكندري - عضو مجلس أمة 1981 خالد الوسمي - رسام الكاريكاتير وكاتب جريدة الراي جعفر رجب - الممثل خالد البريكي - الممثل غانم الصالح - الممثل أحمد جوهر - الممثل ياسر المصري، ممثل أردني ولد في الكويت - عضو ومؤسس جمعية المعلمين الكويتية أ: عبد الحميد احمد الأثري | - لاعب منتخب الكويت السابق محمد كرم - اللاعب السابق سعود بوحمد - اللاعب السابق حمد بوحمد - اللاعب السابق جمال يعقوب - اللاعب محمد جراغ - كابتن منتخب الكويت لكرة اليد رائد الزعابي - حارس منتخب الكويت لكرة اليد السابق عبد الرزاق البلوشي |

## مكتبة الصور

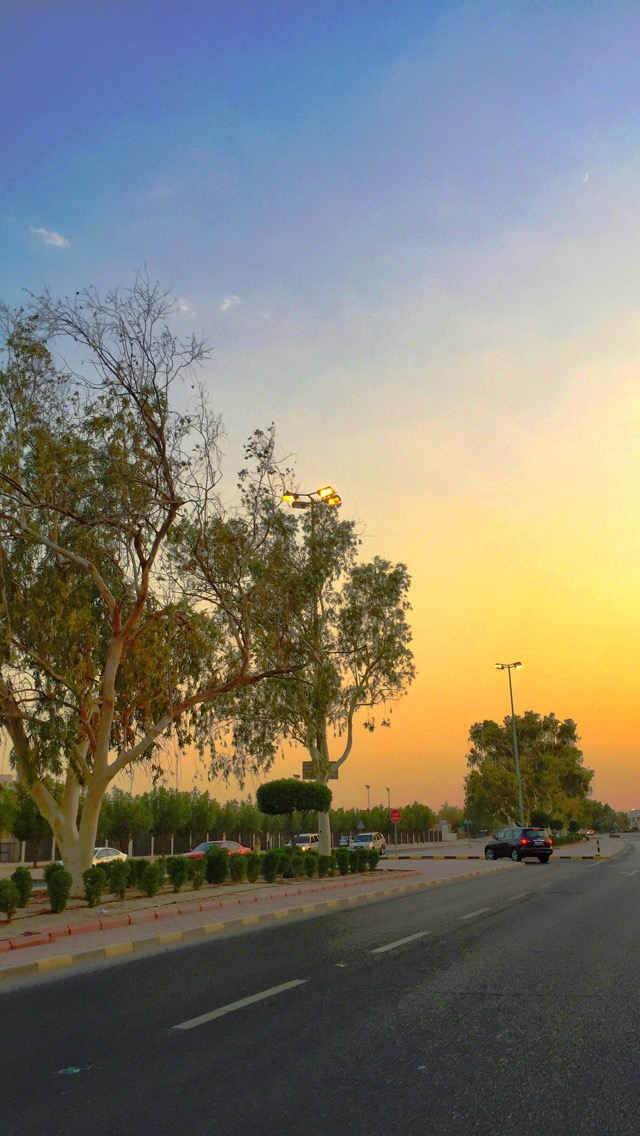
شارع ناصر المبارك "شارع المدارس"
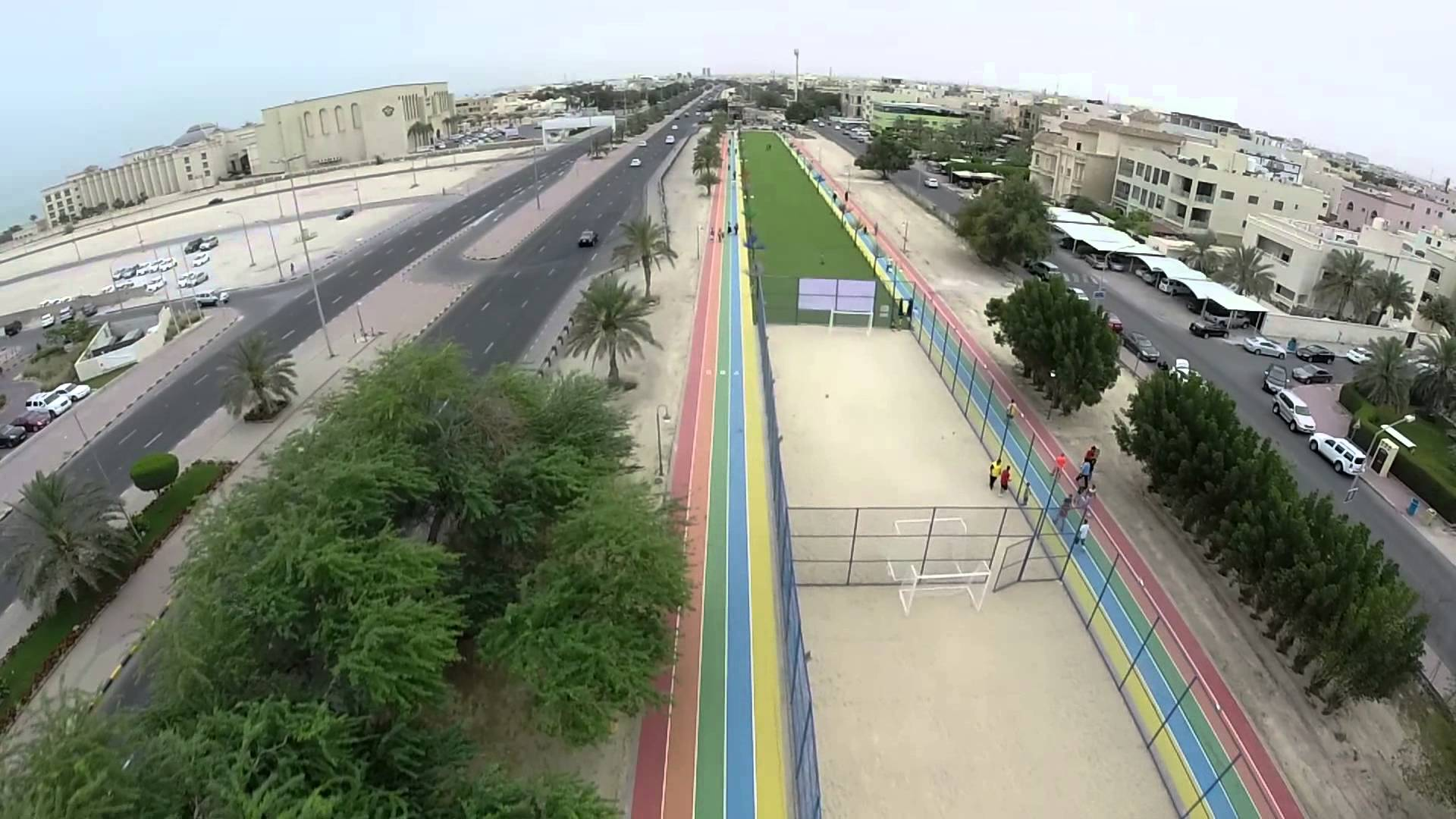
الممشى الرياضي في قطعة 6
مطعم كبابجي
الألعاب
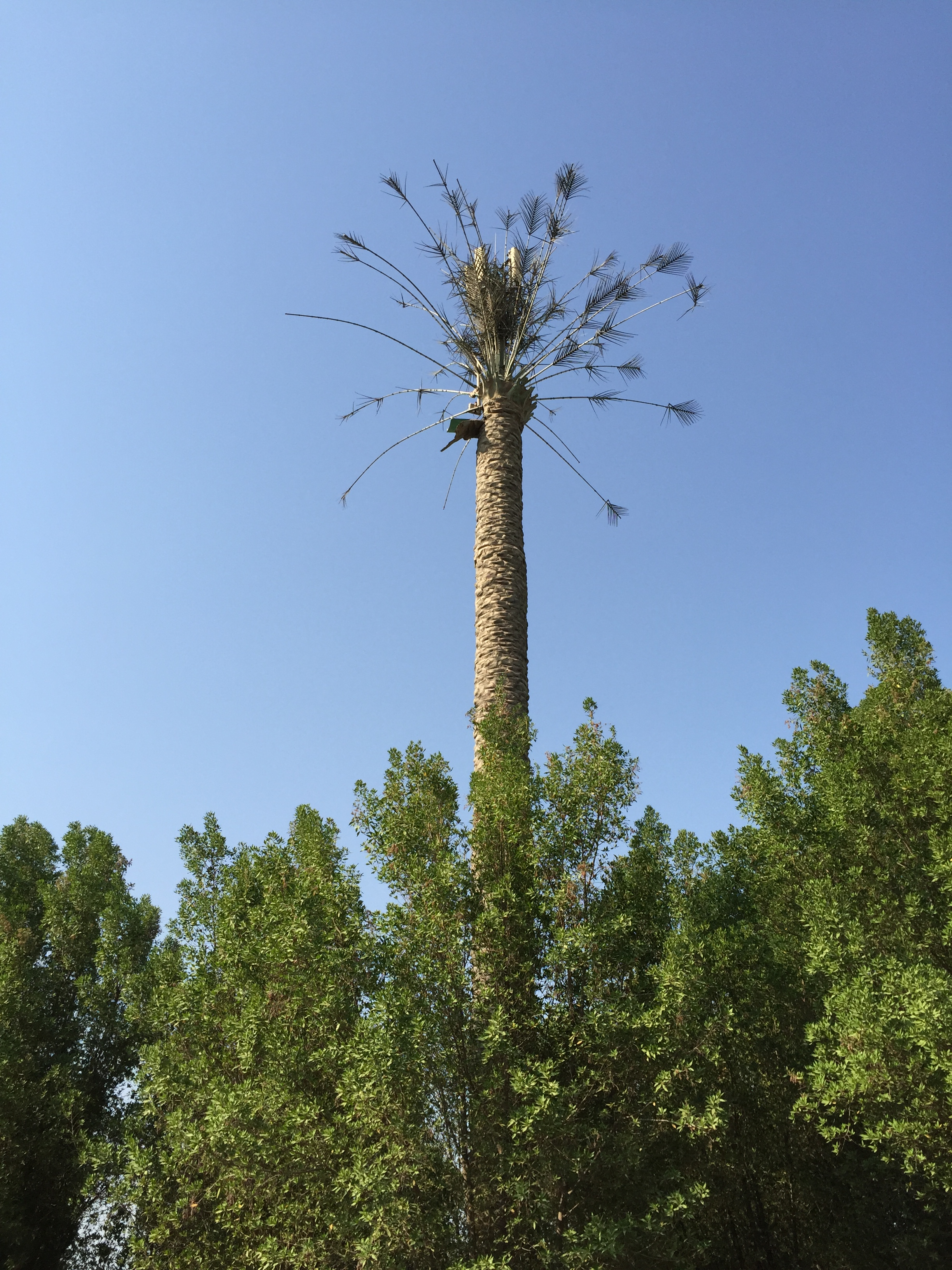
النخلة الصناعية: (برج اتصالات) في حديقة قطعة 6
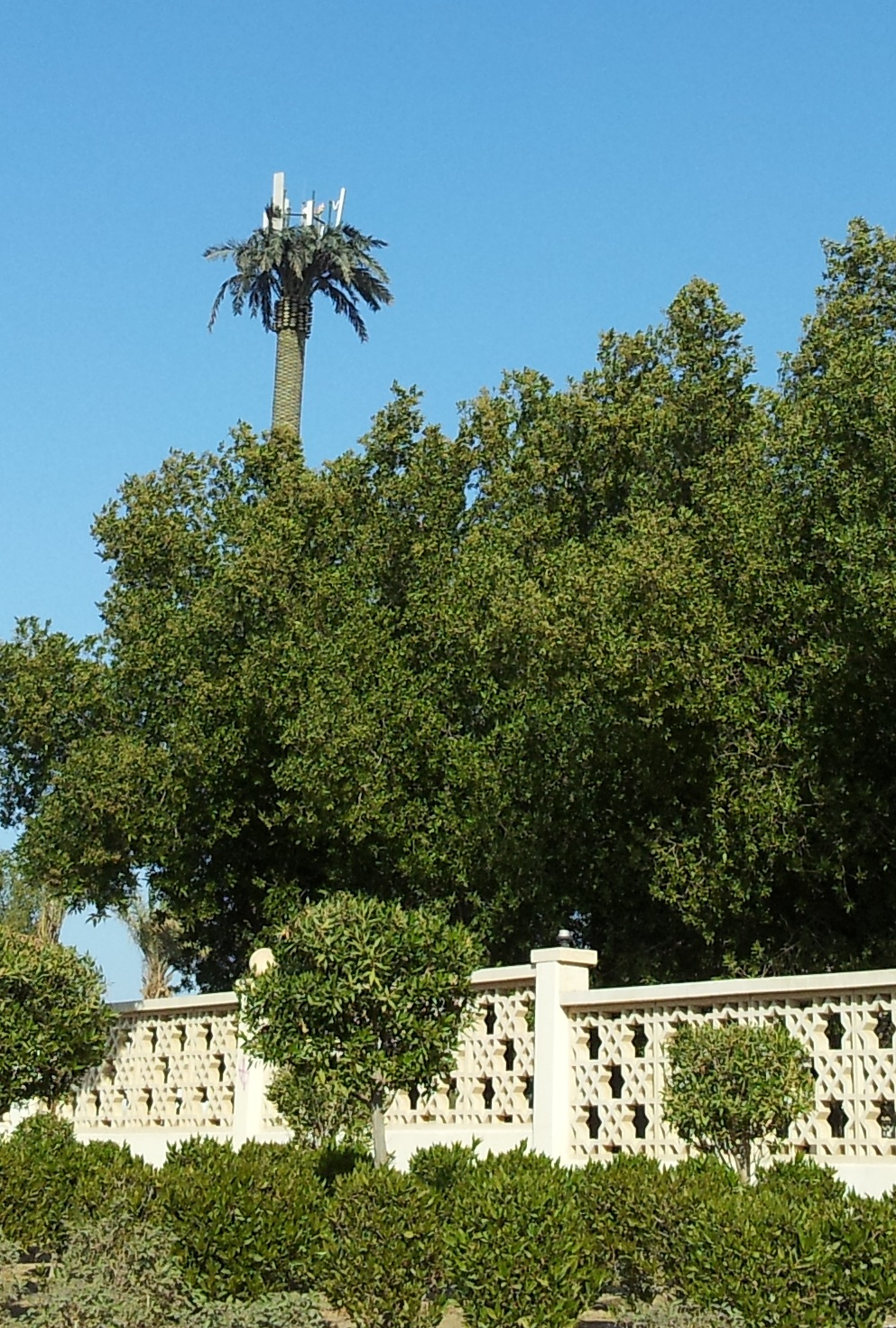
النخلة الصناعية: (برج اتصالات) في حديقة قطعة 8
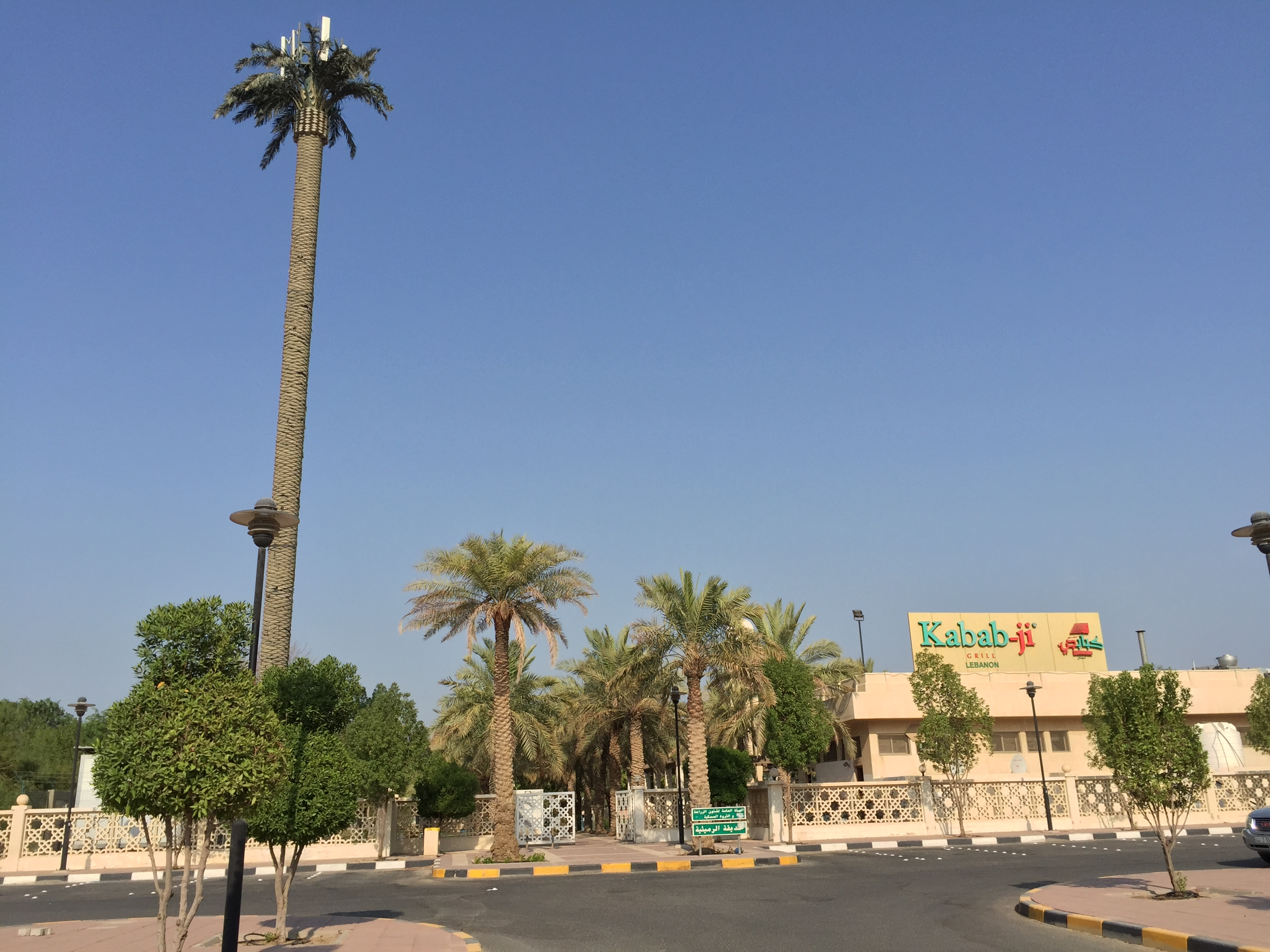
حديقة الرميثية قطعة 8
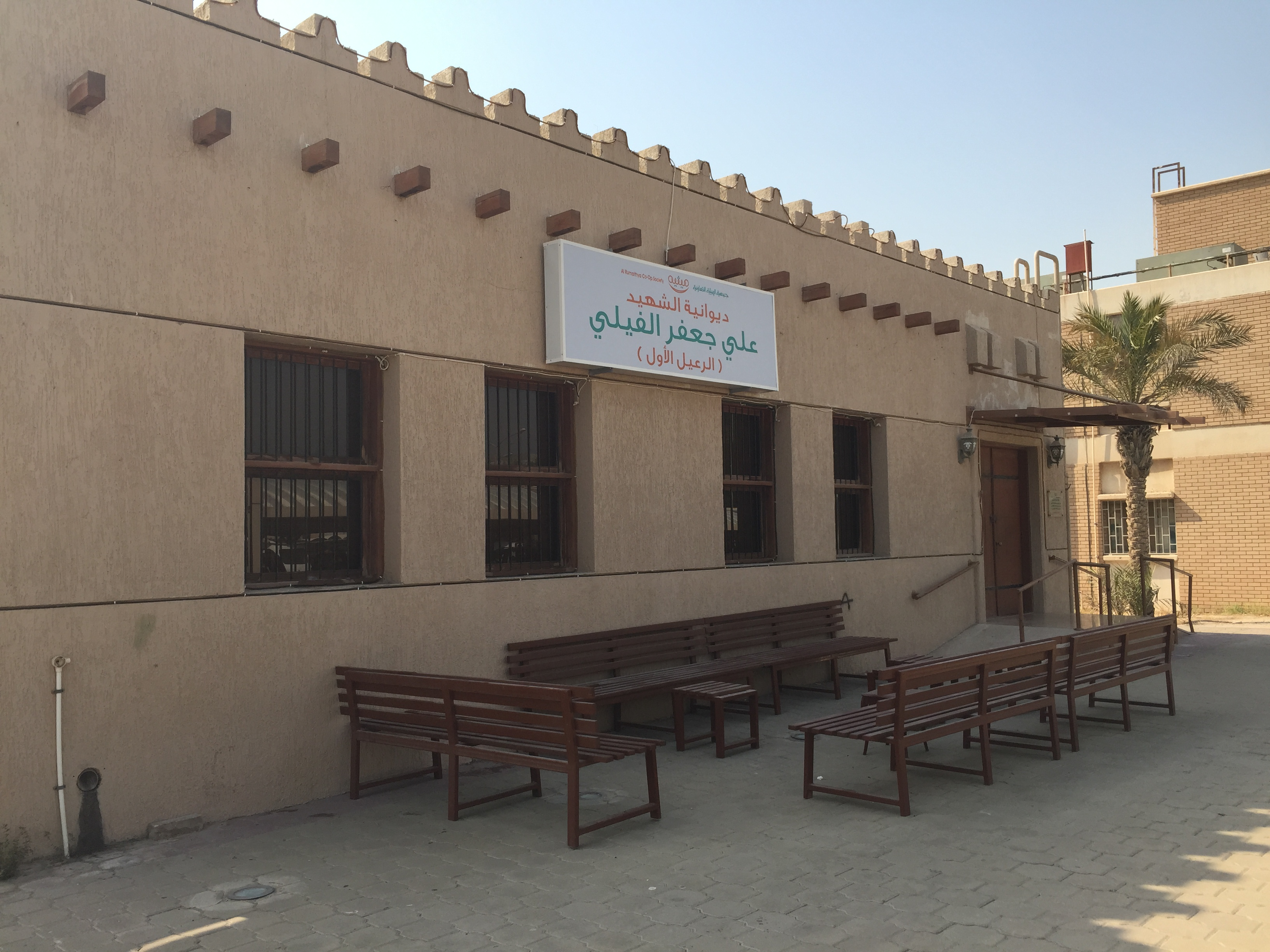
ديوانية الشهيد علي الفيلي "الرعيل الأول"
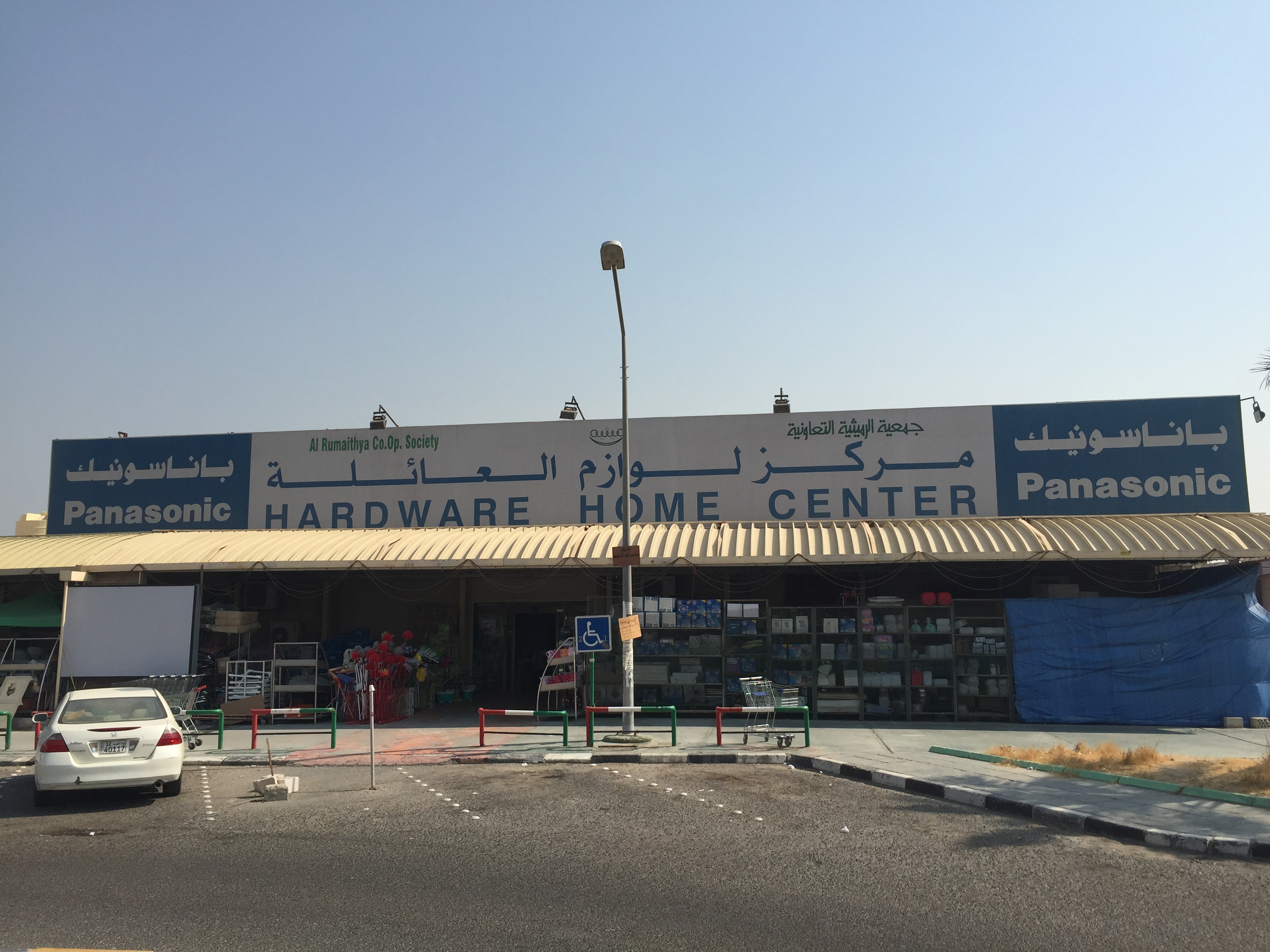
مركز لوازم العائلة لجمعية الرميثية
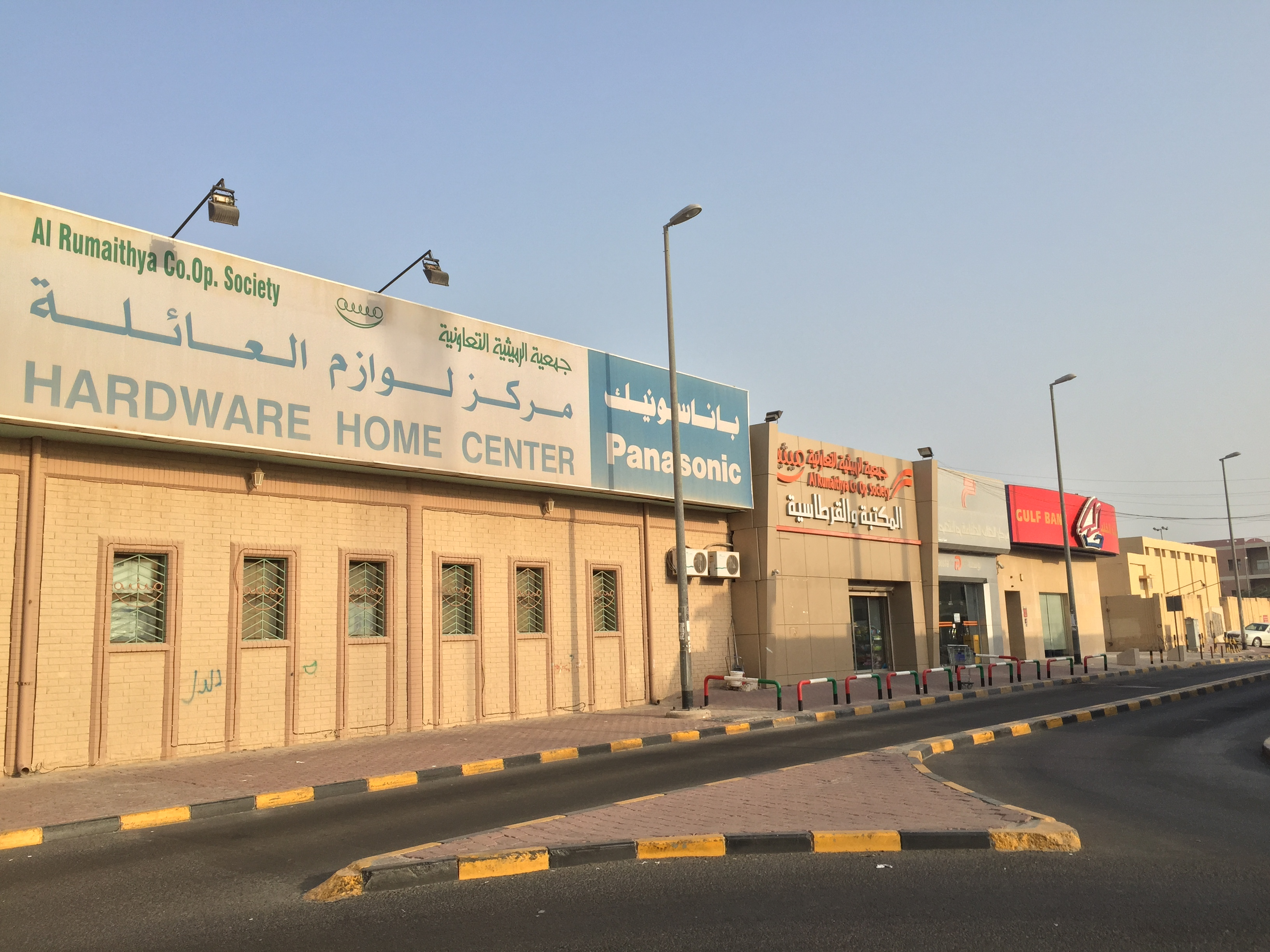
شارع بجانب جمعية الرميثية يضم محلات للخدمات العامة
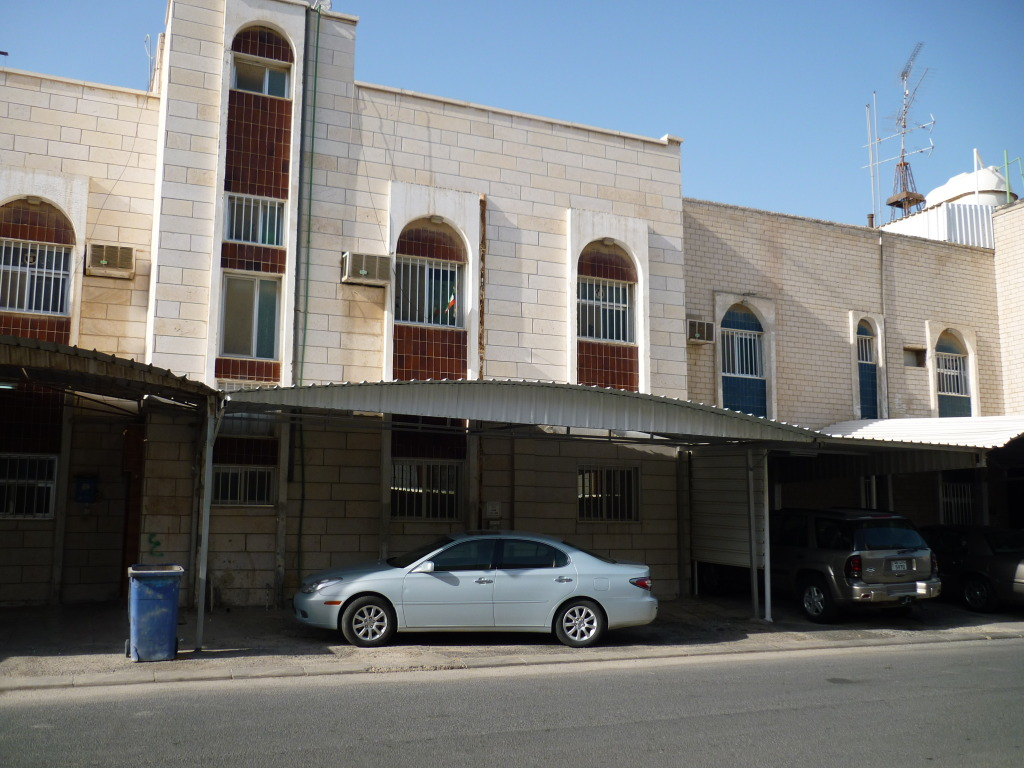
حي سكني في الرميثية

## وصلات خارجية
- جمعية الرميثية التعاونية
- الرميثية في نظام خرائط الهيئة العامة للمعلومات المدنية الكويتية
- الرميثية في مشروع خرائط أوبن ستريت ماب الحر